# Mirzapur-cum-Vindhyachal
Mirzapur-cum-Vindhyachal é uma cidade  no distrito de Mirzapur, no estado indiano de Uttar Pradesh.

## Demografia
Segundo o censo de 2001, Mirzapur-cum-Vindhyachal tinha uma população de 205,264 habitantes. Os indivíduos do sexo masculino constituem 54% da população e os do sexo feminino 46%. Mirzapur-cum-Vindhyachal tem uma taxa de literacia de 62%, superior à média nacional de 59.5%: a literacia no sexo masculino é de 69% e no sexo feminino é de 54%. Em Mirzapur-cum-Vindhyachal, 14% da população está abaixo dos 6 anos de idade.